# FK Mažeikiai
FK Mažeikiai (înainte de 2003 - Nafta Mažeikiai) este un club de fotbal din Mažeikiai, Lituania. 

## Nume
De-a lungul timpului a schimbat mai multe nume
- 1961 – ETG Mažeikiai
- 1962 – Elektra Mažeikiai
- 1973 – Atmosfera Mažeikiai
- 1990 – Jovaras Mažeikiai
- 1992 – FK Mažeikiai
- 1992 – ROMAR Mažeikiai
- 1995 – FK Mažeikiai
- 2001 – Nafta Mažeikiai
- 2003 – FK Mažeikiai

## Participări în campionatele lituaniene
| Sezon     | Div. | Liga        | Locul | @      |                    |
| --------- | ---- | ----------- | ----- | ------ | ------------------ |
| 1996–1997 | 4.   | Trečia lyga | 6.    |        |                    |
| 1997–1998 | 4.   | Trečia lyga | 2.    |        |                    |
| 1999      | 3.   | Antra lyga  | 10.   | [ 1 ]  |                    |
| 2000      | 3.   | Antra lyga  | 11.   | [ 2 ]  |                    |
| 2001      | 3.   | Antra lyga  | 1.    | [ 3 ]  | (FK "Nafta")       |
| 2002      | 2.   | Pirma lyga  | 15.   | [ 4 ]  | (FK "Nafta")       |
| 2003      | 3.   | Antra lyga  | 1.    | [ 5 ]  | (FK Mažeikiai)     |
| 2004      | 2.   | Pirma lyga  | 6.    | [ 6 ]  | (als FK Mažeikiai) |
| 2005      | 3.   | Antra lyga  | 4.    | [ 7 ]  |                    |
| 2006      | 3.   | Antra lyga  | 3.    | [ 8 ]  |                    |
| 2007      | 3.   | Antra lyga  | 4.    | [ 9 ]  |                    |
| 2008      | 3.   | Antra lyga  | 1.    | [ 10 ] |                    |
| 2009      | 2.   | Pirma lyga  | 3.    | [ 11 ] |                    |
| 2010      | 1.   | A lyga      | 9.    | [ 12 ] |                    |
| 2011      | 1.   | A lyga      | 9.    | [ 13 ] |                    |